# Oscar Cruz Oliva
Oscar Ruperto Cruz Oliva (Mataquescuintla, Jalapa; 30 de abril de 1972) es un abogado, notario y jurista guatemalteco que se desempeñó como presidente de la Corte Suprema de Justicia de Guatemala desde el 21 de noviembre de 2023 hasta el 13 de octubre de 2024. En noviembre de 2023 fue elegido como magistrado de la Corte Suprema de Justicia, después de 4 años sin que el congreso eligiera los que debieron asumir en 2019.

## Carrera profesional
Es doctor en Ciencias Penales por la Universidad de San Carlos de Guatemala, Maestro en Derecho Penal. Postgrado en Derecho Constitucional Comparado.
Luego de obtener su título en la universidad fue delegado de la Procuraduría General de la Nación en el Departamento de Jalapa de 2003 a 2005, luego ingresó como defensor público de Oficio de año 2005 a 2007, en el Instituto de la Defensa Publica Penal. Posteriormente fue mandatario Judicial de la Contraloría General de Cuentas entre los años 2005 a 2014.
También se desempeñó como miembro del Consejo Directivo del Instituto Nacional de Ciencias Forenses, durante el periodo 2009 - 2011. Fue presidente del Colegio de Abogados y Notarios de Guatemala en el período 2009-2011. Fue miembro del Tribunal Electoral del Deporte Federado entre 2011 y 2015 en donde ocupó cargos de presidente (2013-2014), vicepresidente (2012-2013), secretario (2011-2012) y vocal (2014-2015).
En septiembre de 2014 fue elegido por el Congreso como magistrado de la Corte de Apelaciones y fue asignado en la sala de apelaciones de niñez y adolescencia, el cargo era para el período 2014-2019, debió asumir el 13 de octubre pero retrasos judiciales hicieron que el grupo electo asumiera en noviembre. En 2019 una resolución de la Corte de Constitucionalidad retrasó la elección de la nueva magistratura por lo que siguió en su cargo hasta que se presentaran sus sucesores, la falta de elección por el congreso provocó que continuara en su cargo hasta noviembre de 2023 cuando fue elegido como magistrado de la Corte Suprema de Justicia. 
Fue elegido por 10 de los 13 magistrados de la Corte Suprema de Justicia como presidente de dicho tribunal el 17 de noviembre de 2023 cuando realizaron su primera sesión; y juramentado por el Congreso el día 21, mismo día en el que tomó posesión.